# Bagnaccio
Bagnaccio è un sito archeologico situato a nord della città di Viterbo.

## Storia
Il sito di Bagnaccio, grazie alla presenza di sorgenti termali e di numerose testimonianze archeologiche di epoca romana (Terme del Bacucco, Terme della Lettighetta),  è menzionato nella Tabula Peutingeriana (copia del XII-XIII secolo di un'antica carta romana che mostrava le vie militari dell'Impero) come "Aque Passeris", sulla antica Via Cassia.
Successivamente, dal Medioevo, il luogo risiede sul tracciato della Via Francigena.

## Descrizione
Nel luogo sono presenti sorgenti di acqua termale a 65°,di tipo solfato/bicarbonato/alcalino terrose debolmente solfuree, ipertermali, nonché alcuni pozzi trivellati nel dopoguerra. Nella medesima località è presente l'omonimo laghetto di fango da cui vengono prelevati fanghi per uso termale.